# Olive Deeringová
Olive Deeringová (rodným jménem Olive Cornová; 11. října 1918 – 22. března 1986) byla americká filmová, televizní i divadelní herečka.

## Život
Narodila se 11. října 1918 v New Yorku na Manhattanu jako dcera zubaře Maxe Corna a Zeldy Sadie Cornové (rodným jménem Baruchinová). Měla o dva roky staršího bratra Alfreda Jacoba Corna, který se později stal také hercem a vystupoval pod jménem Alfred Ryder.
V 11 letech začala navštěvovat střední hereckou a taneční školu Professional Children's School.
V roce 1933 debutovala malou rolí v divadelní hře Girls in Uniform, kterou brzy následovaly hry Winged Victory, Counsellor-at-Law a Richard II. Výraznější chvály se jí dostalo až za výkony ve hře Suddenly Last Summer, na které navázala dalšími hry jako No for an Answer, Ceremony of Innocence, Marathon '33, The Young Elizabeth, They Walk Alone a Garden District. Se svým bratrem také vystupovala na Broadwayi ve hře Medicine Show a The Two-Character Play.
V roce 1947 debutovala rovnou v oscarovém snímku Džentlemanská dohoda a o rok později ji režisér Cecil B. DeMille obsadil do vedlejší role v dalším velmi úspěšném historickém dramatu Samson & Dalila. Kvůli skvělým výkonů, které podala v předchozích snímcích ji DeMille obsadil i do svého dalšího historického filmu Desatero přikázání (1956). Ještě v roce 1949 si zahrála také v akčním romantickém dramatu Air Hostess a o rok později se objevila i v kontroverzním vězeňském dramatu V kleci.
Kromě filmování a divadlu se věnovali i rádiu a vystupovala v několika rozhlasových programech jako například v roli Desdemony v Philco Summer Playhouse.
Stejně jako ve filmu debutovala v roce 1947 i v televizi seriálem Kraft Television Theatre a do konce své kariéry v roce 1973 se objevila celkem ve 42 seriálech.

### Osobní život
Dne 19. února 1947 se v Los Angeles vdala za režiséra Leo Penna. Po pěti letech se však rozvedli.
Po celý život byla demokratka a v roce 1952 podporovala v prezidentské kampani Adlaie E. Stevensona.
Zemřela 22. března 1986 na rakovinu ve věku 67 let. Neměla žádné děti.

## Filmografie

### Filmy
- 1947 Džentlemanská dohoda (režie Elia Kazan)
- 1949 Air Hostess (režie Lew Landers)
- 1949 Samson & Dalila (režie Cecil B. DeMille)
- 1950 V kleci (režie John Cromwell)
- 1956 Desatero přikázání (režie Cecil B. DeMille)
- 1964 Shock Treatment (režie Denis Sanders)
- 1973 Howzer (režie Bruce Logan)

### Seriály (výběr)
- 1948–1953 The Philco Television Playhouse (7 epizod, režie (více než pět různých))
- 1949 Oboler Comedy Theatre (2 epizody, režie Arch Oboler)
- 1951 Tales of Tomorrow (5 epizod, režie Don Medford)
- 1951–1952 Suspense (5 epizod, režie Robert Stevens)
- 1960–1962 Armstrong Circle Theatre (5 epizod, režie Wade Bingham a Robert Ellis Miller)
- 1963 The Outer Limits (1 epizoda, režie Leslie Stevens)
- 1965 Zadáno pro Alfreda Hitchcocka (1 epizoda, režie Joseph Pevney)